# Il figlio del capitan Blood
Il figlio del capitan Blood (El hijo del capitán Blood) è un film del 1962 diretto da Tulio Demicheli. 
Il film, coproduzione italo-spagnolo-statunitense, è il sequel di Capitan Blood (1935) diretto da Michael Curtiz.

## Trama
Robert è il figlio del pirata Capitan Blood, sua madre lo manda su una barca a Londra per studiare all'università in modo che non segua le orme del padre. Robert incontra e si innamora di una bellissima ragazza, di nome Abby. La nave su cui si trovano viene avvicinata da un pirata, che è un vecchio nemico di suo padre.